# ثورة الديسمبريين
ثورة الديسمبريين أو انتفاضة الديسمبريين (بالروسية: Восста́ние декабри́стов)‏ كانت ثورة في الإمبراطورية الروسية في 14 ديسمبر 1825. قاد ضباط الجيش الإمبراطوري حوالي 3000 جندي في احتجاج ضد تولي القيصر نيقولا الأول العرش بعد تنحي أخيه الأكبر قسطنطين بافلوفيتش عن قائمة ولاة العهد. بسبب حدوث هذه الأحداث في ديسمبر سمي المنتفضون بالديسمبريين (ديكابرستي، (بالروسية: Декабристы)‏). حدثت الانتفاضة في ساحة مجلس الشيوخ في سانت بطرسبرغ وفي 1925 تم تغيير اسم الساحة للذكرى المائة للثورة ليصبح اسمها ساحة الديسمبريين (بلوشاد' ديكابرستوف, (بالروسية: Площадь Декабристов)‏). وانتهت الثورة بسحق نيقولا لها وقبض على الثوار فأعدم بعضهم والآخرون نفيوا إلى سيبيريا. كان للثورة آثار على سياسة نيقولا في الحكم كتحرير الأقنان وذكرها عدة أدباء ومفكرين كألكسندر هيرزن في بولار ستار وألكسندر بوشكين في شعره وليو تولستوي في رائعته الحرب والسلم.

## اتحاد الخلاص

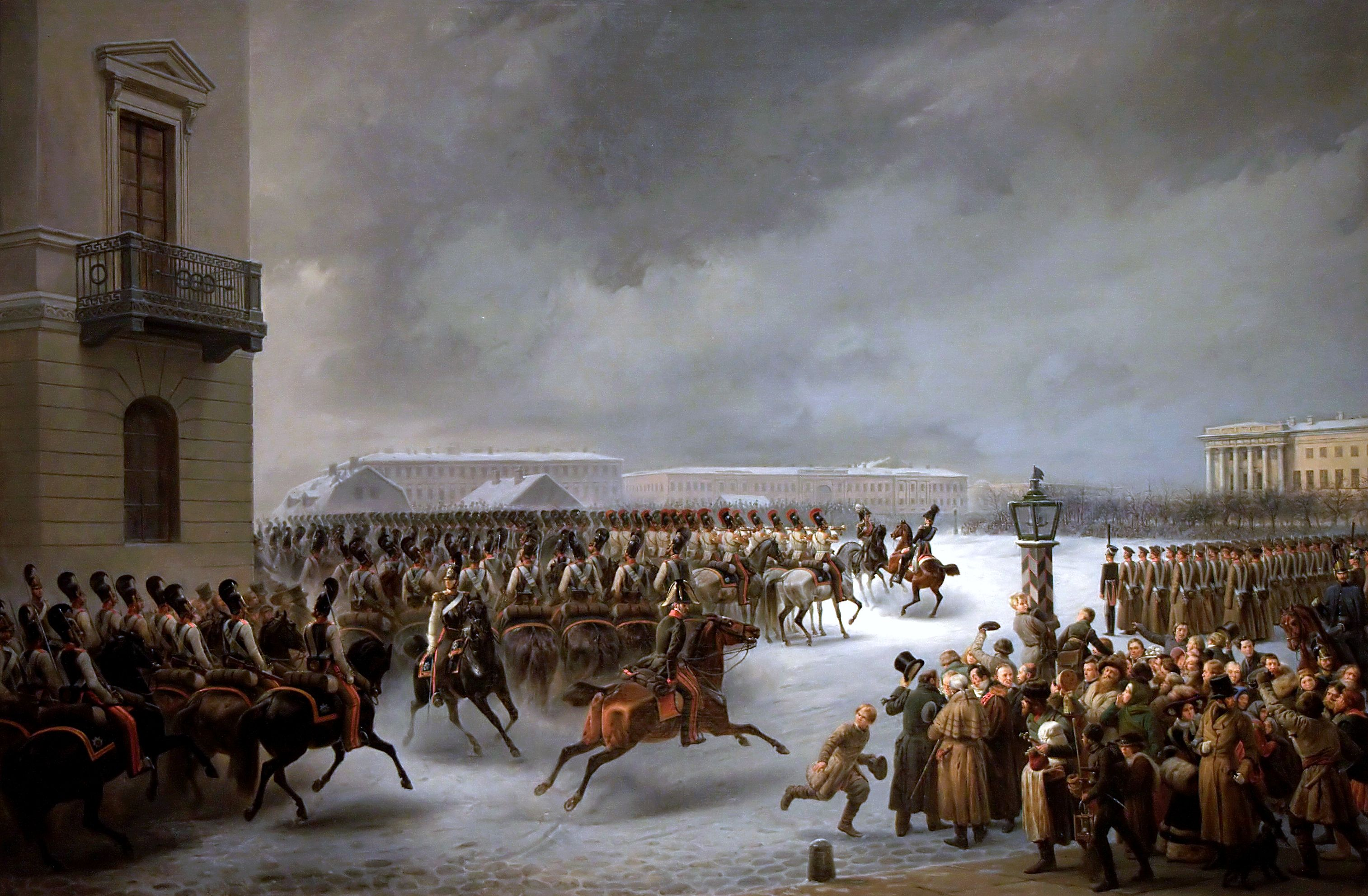
بحارة الحرس القيصري كانوا بين المتمردين الذين ألقي القبض عليهم.

قامت مجموعة من النبلاء الروس بمحاولة الانقلاب على الدولة في پطرسبورگ يوم 14 ديسمبر 1825، وذلك بدعم من بعض الوحدات العسكرية الروسية. وكانت المحاولة الانقلابية تهدف إلى الحيلولة دون تربع نيقولاي الأول على العرش بعد وفاة الإمبراطور ألكسندر الأول وإجراء إصلاحات ليبرالية سياسية واجتماعية في روسيا.

## مقدمات الانتفاضة
أثرت حرب عام 1812 والحملات العسكرية الروسية – 1818 جمعيات سرية، وبينها «اتحاد الإنقاذ» و«اتحاد الهناء» وفروعهما في أوكرانيا ومدن تولتشين وكيشيناو وسمولنسك. وكانت تلك الجمعيات السرية تهدف إلى تحرير الفلاحين وإصلاح نظام إدارة الدولة وتشكيل الحركة الليبيرالية. وكلفت الجمعيات اعضاءها بالمشاركة النشيطة في الحياة الاجتماعية والترقي في سلم وظائف الدولة والحكومة والجيش.
ومن أبرز النشطاء في هذه التنظيمات الأمراء والنبلاء نيكيتا مورافيوڤ وميخائيل مورافيوف وسيرگي تروبيتسكوي والشاعر المعروف كوندراتيه ريلييڤ والعقيد پاڤل بيستيل. وكان الشاعر الروسي العظيم ألكسندر بوشكين في أيام شبابه عضواً في أحد التنظيمات السرية الليبرالية حيث تعرف على معظم أعضائها البارزين وأهدى لهم فيما بعد أشعاره.
وأراد الثوار الروس الأوائل تحريض أفراد وضباط الجيش على التمرد والإطاحة بالحكم القيصري. كما أنهم طالبوا بتشكيل حكومة مؤقتة وإلغاء نظام القنانة واعتماد دستور للبلاد وجعل جميع المواطنين يحظون بالمساواة في الحقوق وإعلان حرية الصحافة والضمير وممارسة المهنة وتأسيس محكمة المحلفين والغاء الخدمة العسكرية العامة وتعيين كبار المسؤولين في الدولة بعد انتخابهم من قبل الشعب.

## الانتفاضة

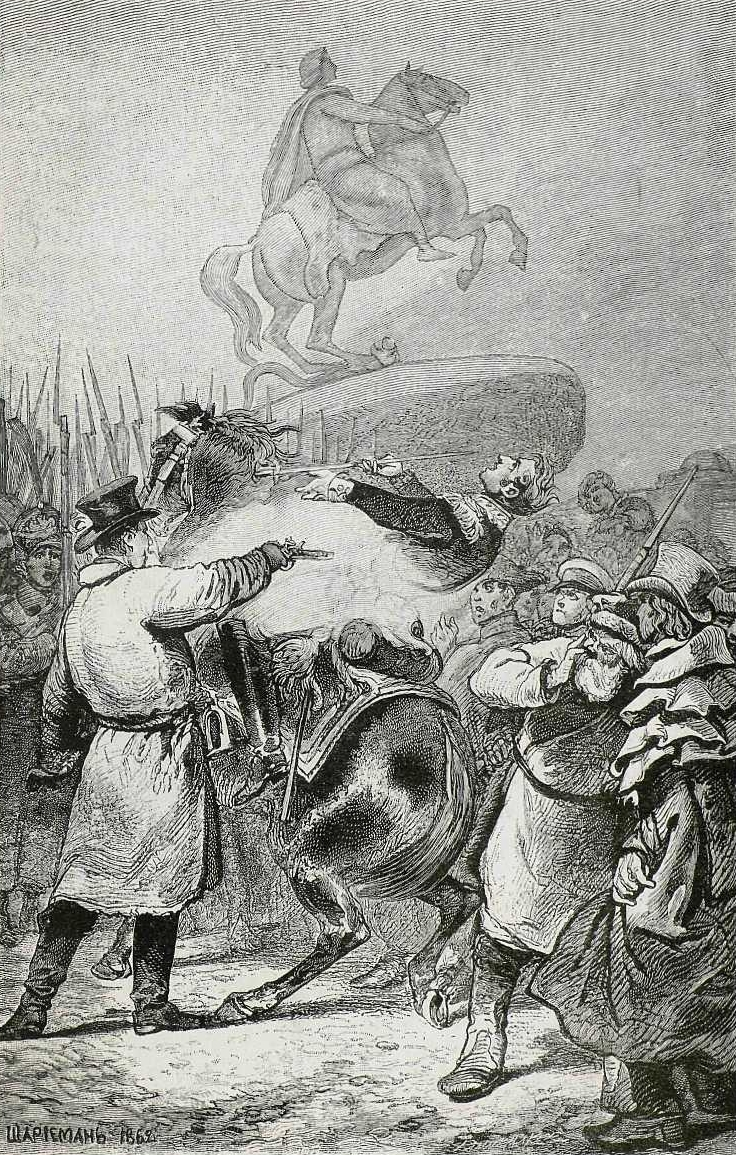
الجنرال ميخائيل ميلورادوڤيتش يلقى مصرعه بطلق ناري في 14 ديسمبر 1825. صورة منقوشة، يملكها گريگوري ميلورادوڤيتش

اتخذ النبلاء الليبراليون قراراً ببدء انتفاضة في يوم تولي الحكم القيصري من قبل الإمبراطور الجديد نيقولاي الأول. فقد توفي الإمبراطور السابق ألكسندر الأول ولم يخلف وريثا للعرش. أما شقيقه الأكبر فتخلى عن العرش. وقرر الضباط النبلاء الاجتماع في ساحة العاصمة الرئيسية وأتوا بجنودهم ليتظاهروا ويعلنوا عزمهم على عدم أداء القسم للإمبراطور الجديد، كما قرروا حمل أعضاء مجلس الشيوخ و3000 جندي من الحرس القيصري على عدم تأدية القسم.

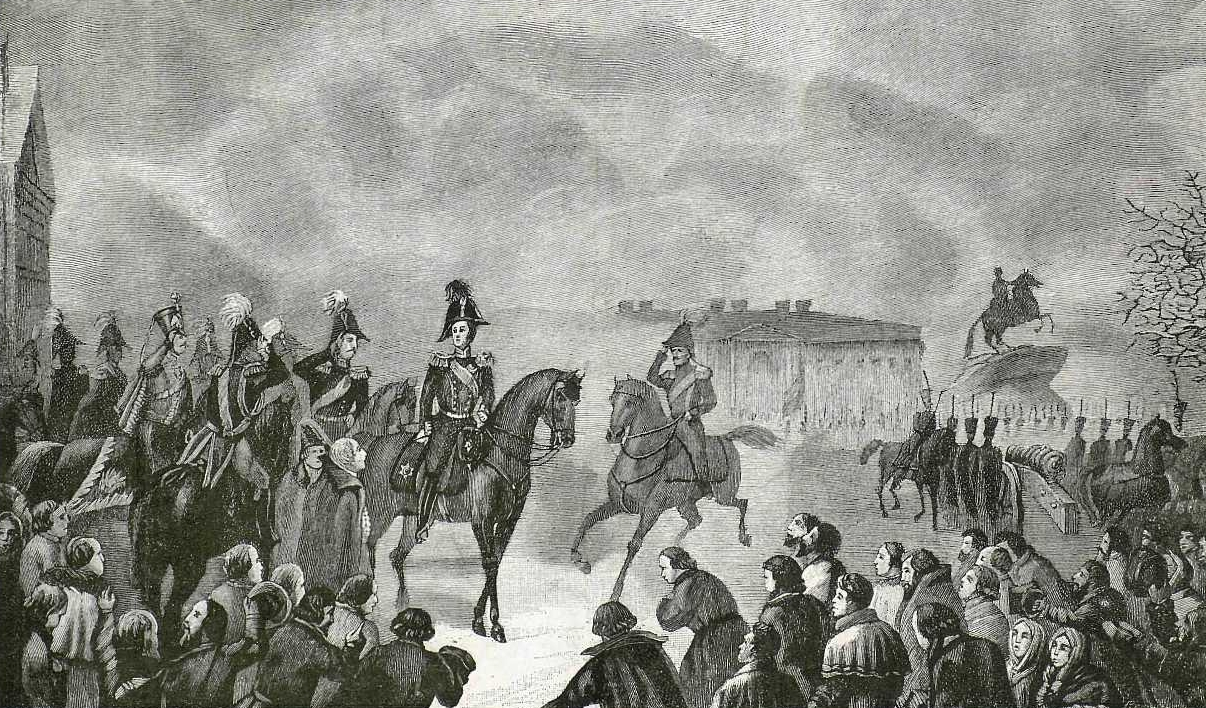
القيصر نيقولاي الأول في ميدان مجلس الشيوخ في 14 ديسمبر 1825.

وشهدت العاصمة الروسية انذاك بطرسبورگ لأول مرة انتفاضة موجهة ضد الحكم القيصرى ونظام القنانة. وبدأ محافظ پطرسبورگ الجنرال ميخائيل ميلورادوڤيتش في اقناع الضباط المجتمعين بالانصراف وأداء القسم للإمبراطور. لكنه تعرض للهجوم وقتل بعد اطلاق النار عليه من قبل الضباط الثوار. وأصدر الإمبراطور الجديد أمرا لحرسه بمهاجمة المتمردين واطلاق النار عليهم بالمدفعية. وسقط قسم منهم وانسحب القسم الآخر إلى نهر نيڤا المغطى آنذاك بالجليد. فوقعت قذائف المدفعية على الجليد وكسرته، مما أدى إلى غرق الجنود والضباط الهاربين. وانتهت الانتفاضة بحلول الليل تاركة مئات الموتى في شوارع وساحات العاصمة. وسقط معظم الضحايا نتيجة الازدحام الناتج عن الفوضى التي عمت سكان العاصمة. وأسفر التمرد العسكري عن مقتل 1271 شخصا بمن فيهم 9 نساء و19 طفلا. وباءت الانتفاضة بالفشل التام.

## الاعتقال والمحاكمة والنفي

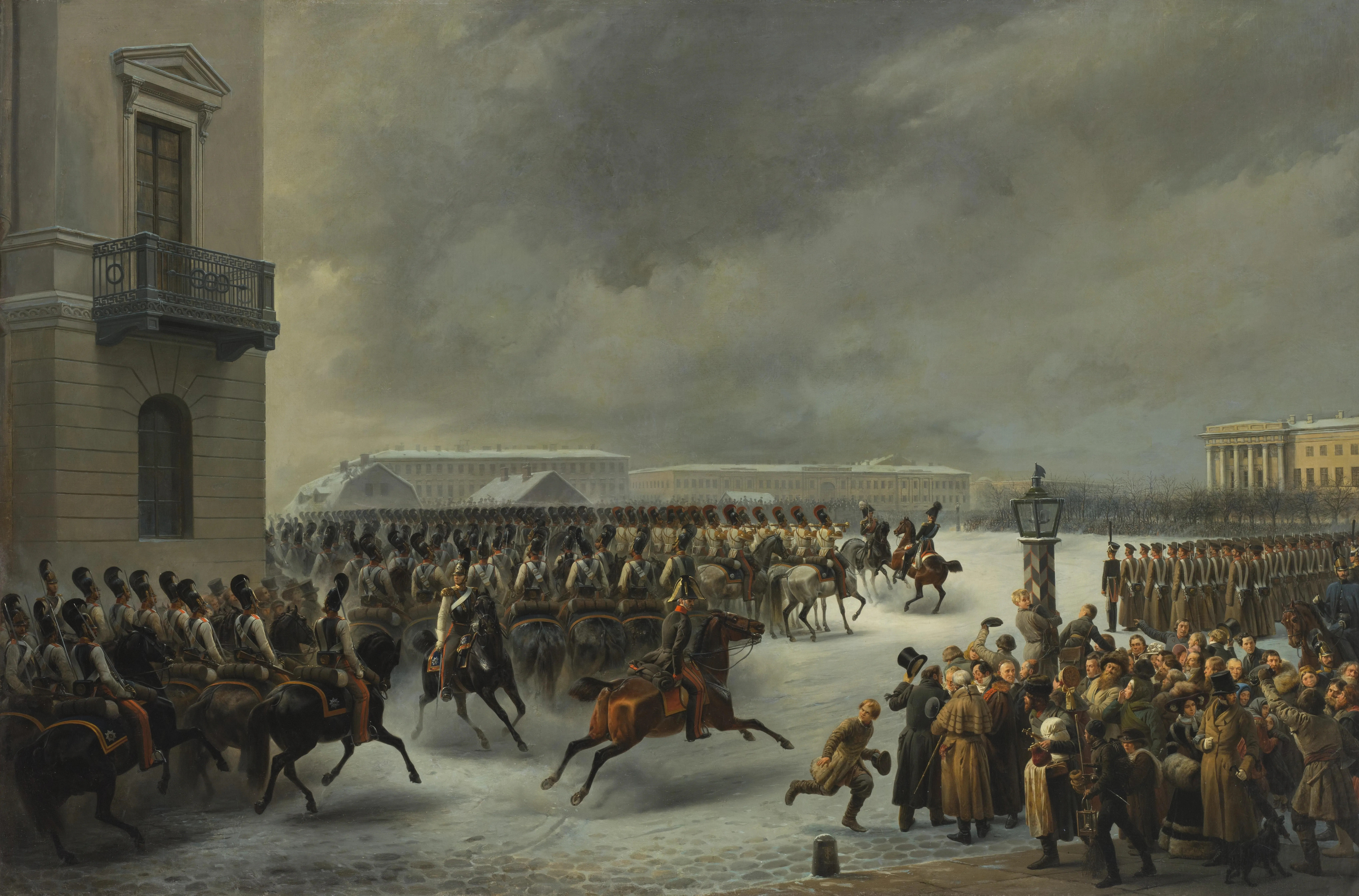
ثورة الديسمبريين، بريشة ڤاسيلي تيم

على إثر فشل الانتفاضة تم إلقاء القبض على 648 عسكريا و62 بحاراً وحبسهم في قلعة پتروپاڤلوڤسكايا. ثم اقتيد الضباط المحتجزون المتورطون في التمرد إلى القصر الشتوي حيث مقر القيصر. وبدأ التحقيق الرسمي بشأنهم. واتهم المتمردون بقتل كبار المسؤولين بمن فيهم محافظ بطرسبورگ الجنرال ميلورادوڤيتش وبالتحريض على الفتنة التي أدت إلى سقوط عدد كبير من الضحايا. وأحيل 123 شخصاً إلى المحاكمة. وصدر بحق 36 شخصاً منهم حكم الإعدام. وفي نهاية المطاف تم تنفيذ حكم الإعدام شنقا بحق 5 ضباط نبلاء فقط من منظمي الانتفاضة. وحكم على 17 نبيلاً بالموت السياسي، أي تم تجريدهم من كافة الحقوق والامتيازات الخاصة بانتمائهم لفئة النبلاء. وحكم على قسم منهم بالاعمال الشاقة والنفي إلى سيبريا ونزع المناصب ولقب النبيل منهم. وحكم على قسم آخر منهم بتجريدهم من رتبة الضابط وانزالهم إلى رتبة الجندي.

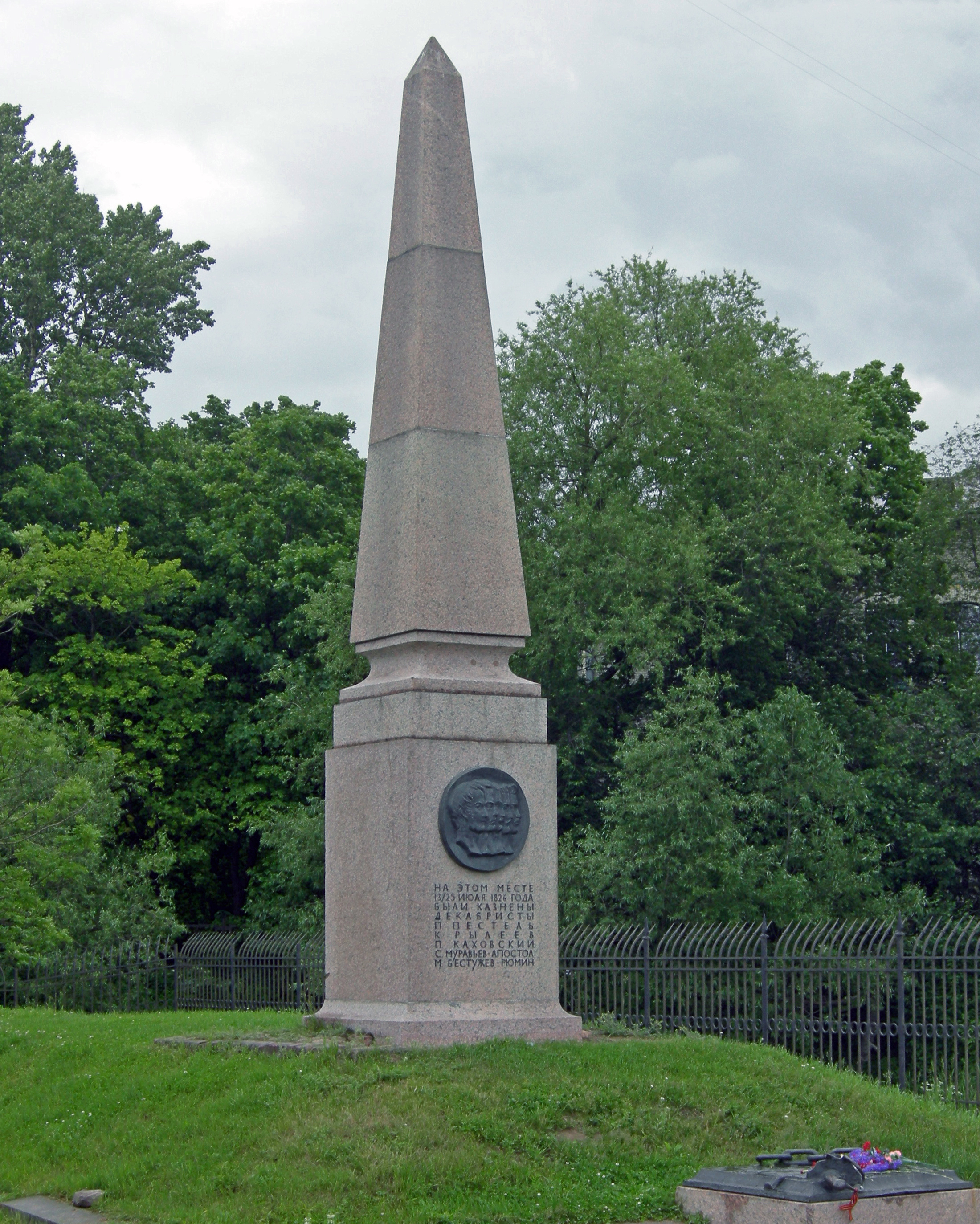
نصب تذكاري للديسمبريين في موقع إعدامهم في سانت بطرسبرغ، روسيا.

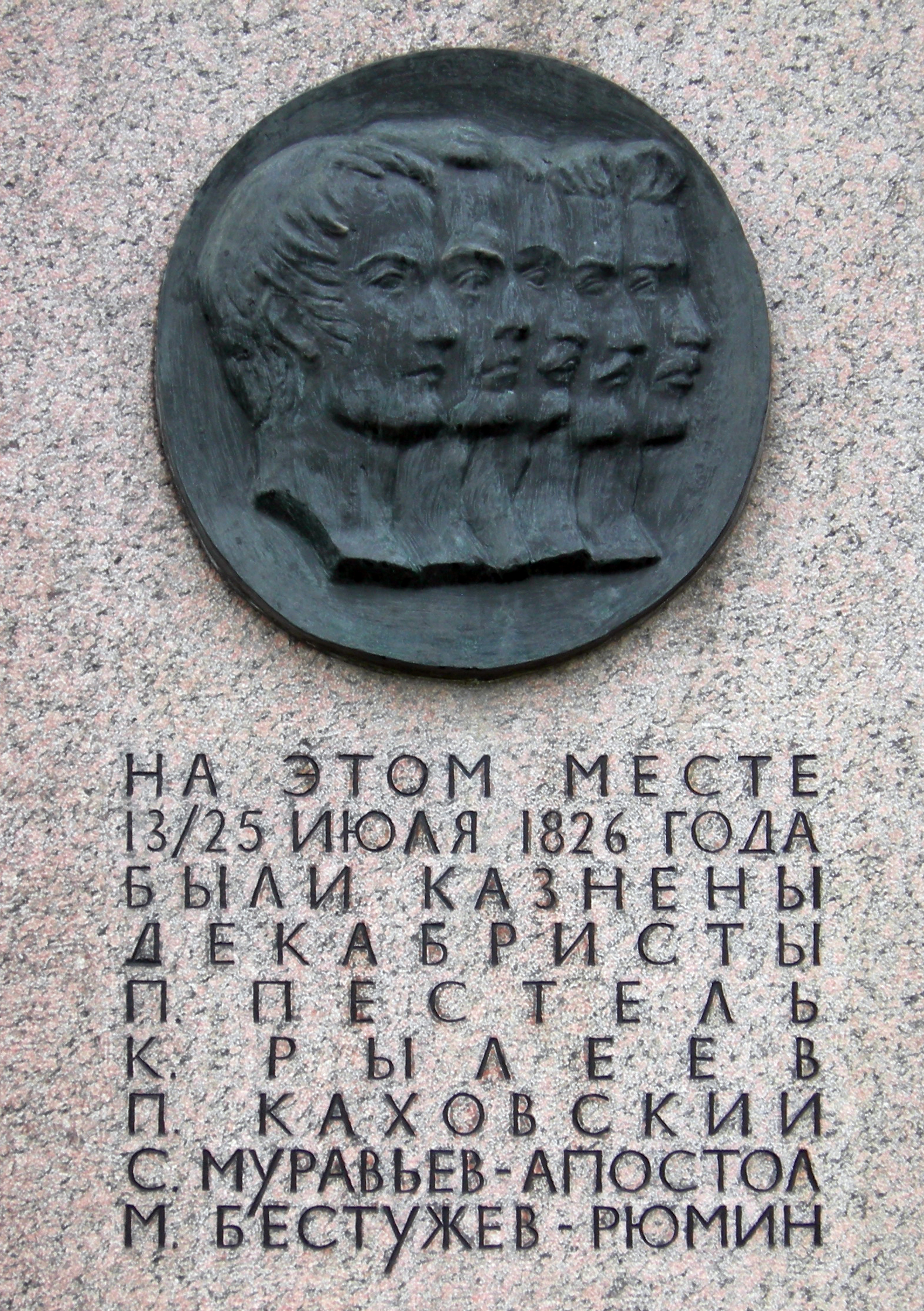
نقش على نصب للديسمبريين في موقع إعدامهم في سانت بطرسبورغ، روسيا.

ومنذ ذلك الحين أطلق على النبلاء المشاركين بالتمرد «ثوار ديسمبر» وسجلت هذه التسمية في أسفار التاريخ الروسي والعالمي.
ورافقت الزوجات المنفيين والأشخاص المحكوم عليهم بالاعمال الشاقة في طريقهم إلى سيبيريا وبقين معهم هناك. وتغنى الشاعر الروسي المشهور نيقولاي نكراسوڤ بمأثرة الإخلاص والوفاء لاولئك النساء اللواتي رافقن أزواجهن إلى المنفى وشاركنهم في معاناتهم، وذلك في قصيدة «النساء الروسيات». كما وجه الشاعر الروسي العظيم ألكسندر بوشكين الذي أبعده القيصر أيضا عن العاصمتين الروسيتين من جراء تعاطفه مع المنتفضين، وجه رسالة شعرية إلى الثوار الديسمبريين وزوجاتهم جاء فيها:
«كن على ثقة يا رفيقي:: بان يأتي فجر السعادة الجذابة:: وتنهض روسيا من سباتها:: وستسجل أسماءنا:: على أنقاض حكم الطاغية..»
وقد نصب عام 2008 تخليدا لذكرى نساء ثوار ديسمبر تمثال في مدينة توبولسك بسيبيريا.
في 26 أغسطس عام 1856 أصدر الإمبراطور ألكسندر الثاني مرسوم العفو عن كل من له ضلع في أحداث 14 ديسمبر عام 1825. وذلك بمناسبة توليه عرش السلطة القيصرية في روسيا. وعلى إثر ذلك عاد قسم من النبلاء المنفيين من سيبيريا إلى موسكو وبطرسبورگ.

## التقييم
حدثت الانتفاضة في ساحة مجلس الشيوخ في سانت بطرسبرغ وفي 1925 تم تغيير اسم الساحة للذكرى المائة للثورة ليصبح اسمها ساحة الديسمبريين (بلوشاد' ديكابرستوڤ، (بالروسية: Площадь Декабристов)‏). وانتهت الثورة بسحق نيقولا لها واعتقل الثوار فأعدم بعضهم والآخرون نفاهم إلى سيبريا. كان للثورة آثار على سياسة نيقولا في الحكم كتحرير الأقنان وذكرها عدة أدباء ومفكرين كألكسندر هرزن الذي وضع صور شهداء الثورة على غلاف دوريته الراديكالية «النجم القطبي» وألكسندر بوشكن في شعره وليو تولستوي في رائعته الحرب والسلم. وفي العصر السوڤيتي، أخرج يوري شاپورين اوپرا بعنوان ديكابريستي (الديسمبريون)، عن الثورة، مع ليبرتو كتبه ألكسي نيقولايڤتش تولستوي. وقد عرضت لأول مرة في مسرح البولشوي في 23 يونيو 1953.
وإلى حد ما، فإن الديسمبريين كانوا امتداداً لتقليد طويل من ثوريي القصر الذين كان يطمحون إلى استعراش مرشحهم، ولكن لما طمح الديسمبريون بالإضافة لذلك إلى تطبيق الليبرالية الكلاسيكية، فقد اُعتُبرت ثورتهم بداية حركة ثورية. فقد كانت الانتفاضة أول فتق علني بين الحكومة وبين العناصر الاصلاحية بين النبلاء الروس، والذي سيتسع لاحقاً.

## حكاية «قسطنطين والدستور»
هناك حكاية تاريخية أن الجنود في سانت بطرسبورگ كانوا يهتفون «قسطنطين والدستور»، ولكن حين سُئلوا، اعترف العديد منهم باعتقادهم أن كلمة «دستور» (بالروسية كونستيتوتسيا) هي اسم زوجة الدوق الأعظم قسطنطين.
پيوتر كاخوڤسكي، في رسالة إلى الجنرال لڤاشيڤ، ذكر الحكاية وكذّبها:
«القصة التي قيلت لحضرتكم أنه، في انتفاضة 14 ديسمبر كان المتمردون يهتفون 'يحيا الدستور!' وأن أناساً سألوهم 'وما الدستور؟ زوجة سمو الدوق الأعظم؟' ليست قصة حقيقية، وإنما محض اختلاق مسلي.»
1. ↑  Arthur Jacobs and Stanley Sadie (1996) The Wordsworth Book of Opera: 555